# Liliputbahn Prater

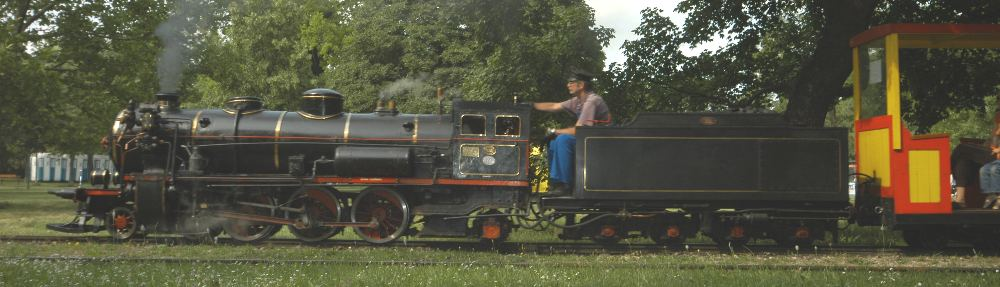
Parowóz na Liliputbahn w Wiedniu

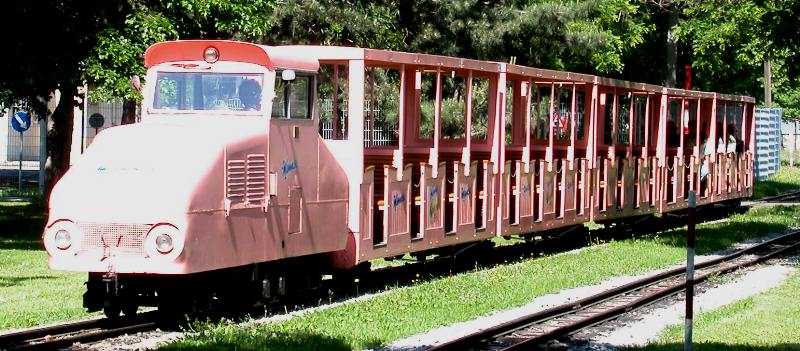
Pociąg spalinowy w malowaniu reklamowym

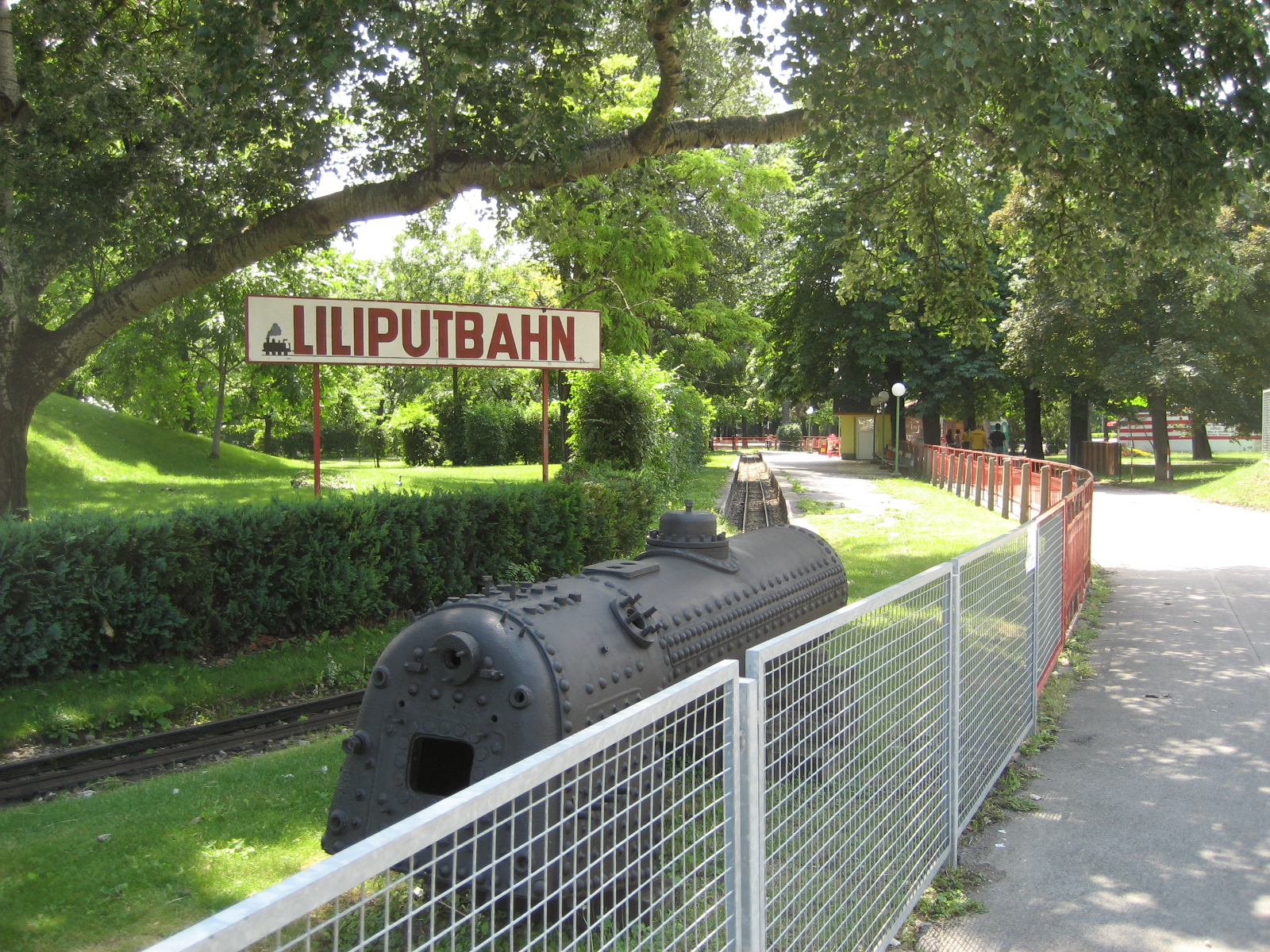
Stacja Prater-Hauptbahnhof (Główna)

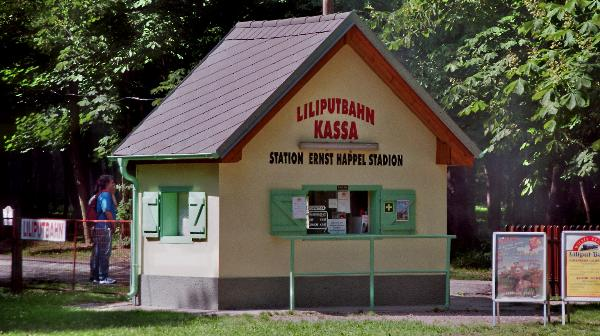
Stacja Ernst Happel Stadion

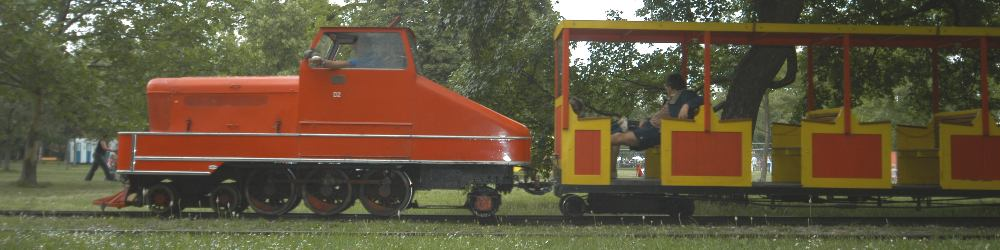
Lokomotywa spalinowa na bazie tendra parowozu

Liliputbahn Prater – wąskotorowa kolej parkowa, zlokalizowana w Wiedniu, stolicy Austrii, na terenie parku rozrywki Prater. Kolej otwarto w 1928, początkowo w długości 1,5 km (obecnie jest to około 4,7 km). Na początku działania kolei ruch obsługiwały wyłącznie parowozy, później uruchomiono także lokomotywy spalinowe. Rozstaw szyn na kolei jest bardzo nietypowy i wynosi 381 mm.

## Historia
Prekursorem Liliputbahn na Praterze była tak zwana Schnackerlbahn z 1890, kursująca na terenie Parku Wenediger Au (Weneckie Oko), związana z cyrkiem Buscha.
Dla uczestników 10 Niemieckiego Spotkania Śpiewaków, w lipcu 1928, zostały przygotowane różnorakie, nowe atrakcje parkowe. Autorem projektu kolei parkowej był inżynier Franz Gaudernack. Projekt zatwierdziło Federalne Ministerstwo Handlu i Transportu. Początkowo występowały różne problemy i protesty – m.in. z przebiegiem torowisk w rejonie biologicznej stacji badawczej Austriackiej Akademii Nauk (ruch pociągów miałby zakłócać wyniki niektórych badań). Częściowo miało to wpływ na przeprojektowanie trasy i obejście budynków Akademii dużymi łukami.
Ostatecznie w 1927, ze względu na koszty, wybudowano tylko krótki odcinek od diabelskiego młyna do rotundy (około 1,5 km). Konstruktorem trasy była lipska spółka Brangsch (później: VEB Baumechanik Engelsdorf). Oficjalne otwarcie z udziałem dwóch parowozów firmy Krauss & Co z Monachium, odbyło się 1 maja 1928. Początkowo frekwencja korzystających była wysoka, ale późniejszy kryzys spowodował pewne kłopoty ekonomiczne. Jednak w 1933, linia została przedłużona o około 2,5 km, gdyż dwa lata wcześniej zbudowano Ernst-Happel-Stadion, co przyciągnęło nowych pasażerów. W czasie II wojny światowej z kolei korzystali licznie odwiedzający Wiedeń żołnierze Wehrmachtu i narodowo socjalistyczna kadra urzędnicza. Od 1942 kolej straciła część lokomotyw, a w 1945, podczas bitwy o Wiedeń, uległa częściowym uszkodzeniom, które jednak szybko usunięto.
1 maja 1947 oficjalnie wznowiono przewozy na Liliputbahn, a w 1958 dostarczono pierwsze lokomotywy spalinowe. Później park spalinowozów jeszcze się powiększył. 24 maja 1954 miał miejsce spektakularny wypadek – pociąg zderzył się z dorożką, zaprzężoną w cztery konie. Kilka osób zostało rannych.

## Ważni pasażerowie
Do prominentnych wielbicieli Liliputbahn należało wielu austriackich polityków, np. Adolf Schärf, prezydent Austrii, czy kanclerze: Leopold Figl i Bruno Kreisky (ten drugi był nawet w przeszłości maszynistą). Podczas swojej wizyty w Wiedniu z usług kolei skorzystał także Wiaczesław Mołotow – minister spraw zagranicznych ZSRR.

## Dane techniczne
Długość trasy dostępnej do przejazdu wynosi 3,9 km (z torowiskami technicznymi 4,7 km). Linia jest dwutorowa, przebiega głównie w osi głównej alei parkowej – Hauptalee i ma trzy stacje:
- Dworzec Prater (w pobliżu planetarium)
- Rotunda (w Kaiserallee)
- Ernst-Happel-Stadion (przy stadionie).

Czas przejazdu wynosi 20 minut. Maksymalny promień skrętu toru to 20 metrów, największe nachylenie szlaku – 14 promili.
Na stanie kolei są dwie identyczne (długość: 7,42 m, prędkość maksymalna: 30 km/h, rozstaw toru: 381 mm, masa własna: 7200 kg, masa tendra: 2000 kg, pojemność tendra: 250 kg węgla i 750 litrów wody, zużycie paliwa dla przejechania jednej rundy: 15–20 kg węgla i 120-130 litrów wody) lokomotywy parowe firmy Krauss & Co z Monachium:
- Da1 (numer fabryczny 8441)
- Da2 (numer fabryczny 8442).

W dniu 19 września 1998 parowozy otrzymały nazwy:
- Da1: Brigitte (czarno-zielony)
- Da2: Betty (czarno-czerwony).

Parowozy wyjeżdżają na trasę głównie w soboty, niedziele i święta.
W 1975 otrzymano ofertę kupna parowozów i ich wywozu do Anglii za 2 miliony szylingów, ale załatwiono ją odmownie.
Lokomotywy spalinowe z 1957 i 1967 są wyposażone w 22-kilowatowe silniki wysokoprężne Steyr, typu WD213. Wyjątkiem jest lokomotywa D4, która posiada jeden 4-cylindrowy silnik Deutz, chłodzony powietrzem. Ta lokomotywa jest nieczynna z powodu wadliwej osi, ale obecnie jest remontowana. Parametry wszystkich silników wysokoprężnych zapewniają jazdę z prędkością maksymalną 22 km/h. Część silników przystosowano do opalania biopaliwem.
Każdy ze składów Liliputbahn posiada 96 miejsc siedzących dla pasażerów.

## Kolej w Donaupark

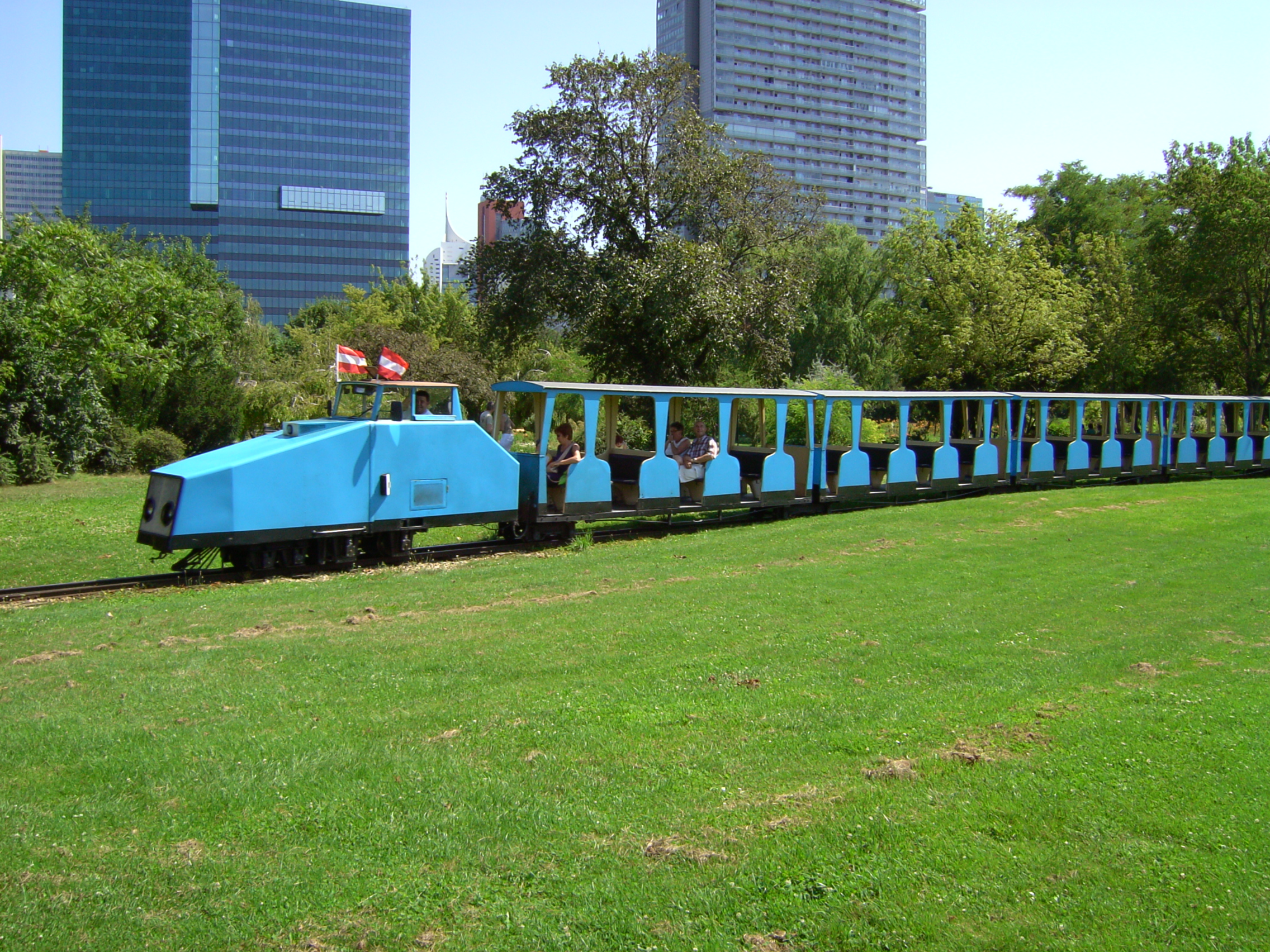
Kolej w Donaupark

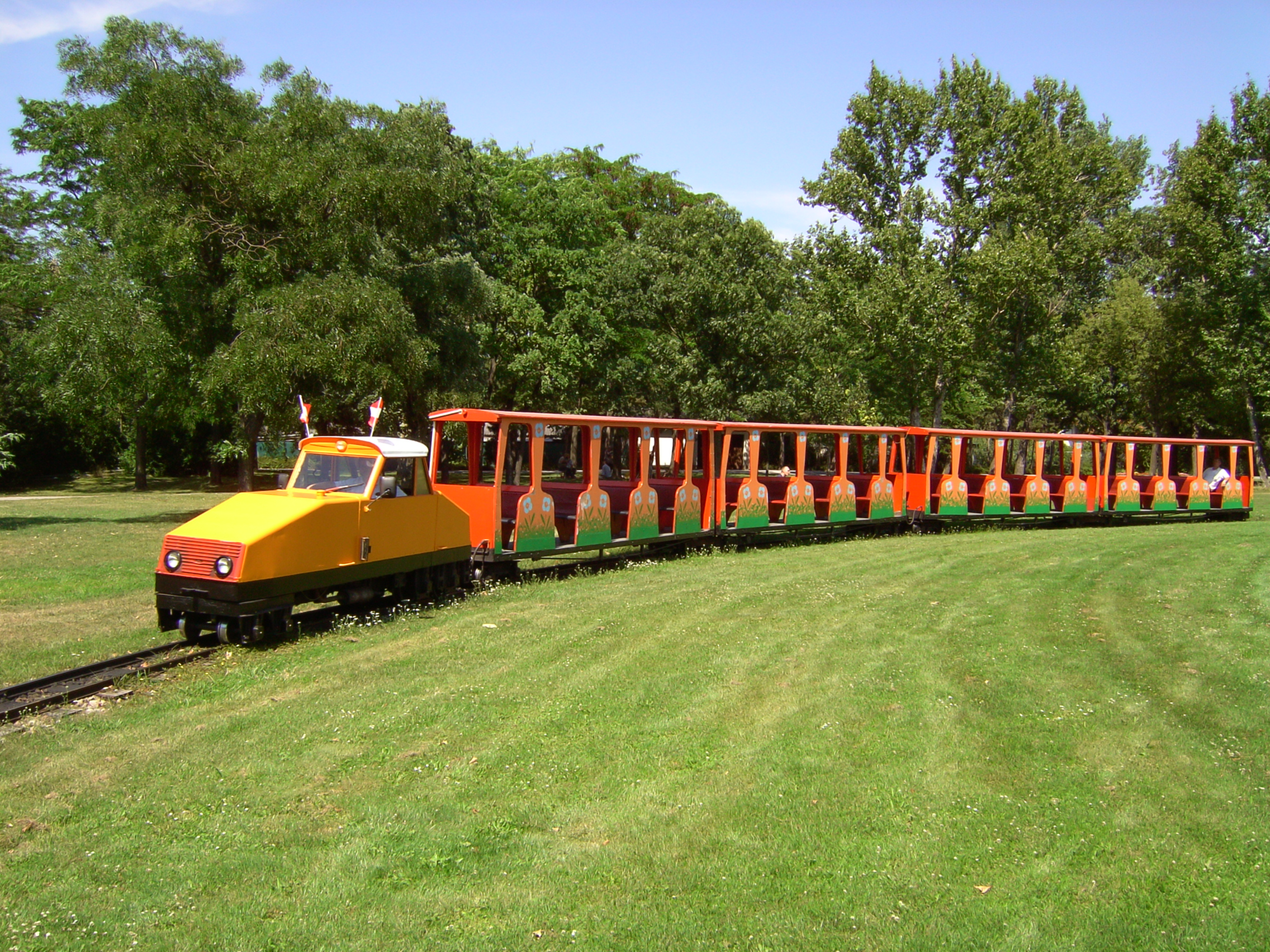
Kolej w Donaupark

W 1964 dla firmy obsługującej Liliputbahn wybudowano drugą kolej parkową – w Donaupark, na drugim brzegu Dunaju. Kolej ta ma 3,3 km długości, kształt zbliżony do cyfry 8 i rozstaw szyn również 381 mm. Powodem budowy Była Międzynarodowa Wystawa Ogrodnicza w Wiedniu.
Na kolei tej istnieją trzy stacje:
- Donauturm
- Rosenschau
- Donaucity (wcześniej Uno-City).

Obie koleje obsługiwane są obecnie przez firmę Liliputbahn im Prater GesmbH.
Na kolei obowiązują bilety normalne – 3,50 €, ulgowe – 2,20 € i grupowe – 3,00 € (dane na 2008).